# Zucchero
Adelmo Fornaciari, més conegut pel seu nom d'artista Zucchero ([Roncocesi], 25 de setembre de 1955) és un cantant de rock italià. Obtingué certa notorietat internacional arran del seu duo amb Paul Young reinterpretant amb aquest Senza una donna. A banda de la seva base rock la música de Zucchero també s'inspira en el gospel, el blues i d'altres gèneres musicals.
Durant la seva carrera, que perdura d'ençà més de quatre dècades, Fornaciari ha venut més de 40 milions de discos a tot el món i ha rebut diversos premis, com ara dos World Music Awards, sis IFPI Europe Platinum Awards i va ser nominat als Grammy Awards.
Va ser l'únic artista italià convidat a l'any 1992 al Freddie Mercury Tribute Concert, on va cantar amb Queen i va fer amistat amb el guitarrista Brian May, el que ha suposat que a partir d'aleshores hagin col·laborat musicalment en diverses ocasions.
També va col·laborar amb Luciano Pavarotti, amb qui van gravar al 1992 en duet la cançó Miserere.
De fet, tots dos són originaris de la mateixa regió italiana de l'Emilia-Romagna i arran d'aquella col·laboració tan profitosa es van fer amics i coincidien de tant en tant als escenaris.
Aquell duet entre un cantant de música comercial i un de música lírica va representar una novetat absoluta al mercat, de la que nasqué després la idea d'altres duets entre artistes tan diferents, que els productors aprofitaren amb, per exemple, Pavarotti & Friends.

## Discografia
- 1983: Un po' di zucchero
- 1985: Zucchero and the Randy Jackson Band
- 1986: Rispetto
- 1987: Blue's
- 1988: Snack bar budapest original movie soundtrack
- 1989: Oro incenso & birra
- 1990: Zucchero sings his hits in english
- 1991: Zucchero
- 1991: Zucchero Live at the Kremlin
- 1992: Miserere
- 1994: Diamante (succés versions espagnoles)
- 1995: Spirito divino
- 1996: The best of Zucchero Sugar Fornaciari's greatest hits
- 1997: The Best Of : Greatest hits
- 1999: Bluesugar
- 1999: Overdose d'amore the ballads
- 1999: Bluesugar & Whitechristmas
- 2001: Shake
- 2004: Zu&Co
- 2006: Fly
- 2007: All The Best
- 2008: Live in Italy
- 2010: Chocabeck
- 2012: La sesion cubana
- 2016: Black Cat
- 2019: D.O.C.